# Саладин, Алексей Тимофеевич
Алексей Тимофеевич Саладин (1876, Москва — 1918, Раменское) — московский писатель-краевед.

## Биография
Родился 19 мая 1876 года[по какому календарю?] в московской Тверско-Ямской слободе в семье выходцев из крестьянской среды.
Окончил Новиковско-Ямское начальное училище и пытался поступить в гимназию, но не выдержал экзамена. Стал работать наборщиком в типографии. В 1896 году окончил курсы сельских учителей, был направлен учителем в сельскую школу, но из-за участия в «народных чтениях», попал в число «неблагонадежных» и был вынужден поступить на службу в Управление Московско-Казанской железной дороги на должность помощника делопроизводителя. За участие в революционных событиях 1905 года был арестован, провёл год в Бутырской тюрьме, после чего выслан в Рыбное Рязанской губернии.
В 1909 году поселился с семьей в селе Раменское, где устроился на службу чиновником на железнодорожной станции.
Возникшее ещё в юности увлечение краеведением привело Саладина к систематическому изучению истории Москвы и Подмосковья. Его краеведческие статьи и очерки публиковались в журнале «Юная Россия». В 1912 году он приобрёл фотоаппарат и создал небольшую фотостудию «Саладин и К», которая специализировалась на фотографировании видов Москвы и её окрестностей. им были выпущены фотоальбомы «По пригородам Москвы» (1902), «По Москве» (1910), «Некрополи Москвы» (1915—1918). Одновременно с фотографией Саладин собирал материалы по истории Подмосковья и, в частности, Бронницкого уезда; в 1914 году был опубликован «Путеводитель по пригородным и дачным местностям до станции Раменское Московско-Казанской железной дороги», в который вошли выполненные им фотографии и очерки об Измайлове, Кускове, Кузьминках, Симоновом и Николо-Угрешском монастырях.
В 1997 году была опубликована его книга «Очерки истории московских кладбищ» (М.: Книжный сад, 1997. — 343,[4] с.: ил. — (Библиотека «История Москвы с древнейших времен до наших дней»). — ISBN 5-85676-040-9), которая уцелела благодаря архивной щепетильности И. А. Белоусова, которому Саладин предоставил свой труд для ознакомления. И. А. Белоусов писал:

 Ознакомившись с книгой, я поразился тому огромному труду, выполненному с такой любовью в очень короткий срок: в течение летних месяцев 1915—1916 годов. Саладин описал каждое кладбище с исторической стороны и все могилы более или менее выдающихся людей, подробно указал местонахождение могил, описал все надгробия-памятники, точно воспроизвел надписи на памятниках и сделал характеристики погребенных. В описаниях он видимо отдавал предпочтение людям литературным
— Рябинин Ю. Не напрасно, не случайно…
Умер 18 июля 1918 года. Был похоронен на кладбище в Раменском; могила не сохранилась.